# Hemisus microscaphus
Hemisus microscaphus é uma espécie de anfíbio da família Hemisotidae.
É endémica da Etiópia.
Os seus habitats naturais são: florestas secas tropicais ou subtropicais , savanas áridas, campos de altitude subtropicais ou tropicais, rios, pântanos, marismas intermitentes de água doce, nascentes de água doce e florestas secundárias altamente degradadas.
Está ameaçada por perda de habitat.